# Macrosenta undulata
Macrosenta undulata är en fjärilsart som beskrevs av Sergius G. Kiriakoff 1965. Macrosenta undulata ingår i släktet Macrosenta och familjen tandspinnare. Inga underarter finns listade i Catalogue of Life.